# Cheffois
Cheffois – miejscowość i gmina we Francji, w regionie Kraj Loary, w departamencie Wandea.
Według danych na rok 1990 gminę zamieszkiwało 816 osób, a gęstość zaludnienia wynosiła 44 osób/km² (wśród 1504 gmin Kraju Loary Cheffois plasuje się na 665. miejscu pod względem liczby ludności, natomiast pod względem powierzchni na miejscu 613.).